# Jan Henryk Wołodkowicz
Jan Chrzciciel Henryk Wołodkowicz (znany również jako Jean Henri albo Henri le Beau, ur. 17 września 1765 na Siennie na Litwie, zm. 25 lipca?/6 sierpnia 1825 w Petersburgu) – generał brygady armii francuskiej oraz generał brygady armii Księstwa Warszawskiego.

## Życiorys
Pochodził z rodziny ziemiańskiej. Służył w wojsku litewskim i wziął udział w insurekcji 1794. Po jej upadku wyjechał do Francji i w 1796 wstąpił do służby francuskiej. Walczył w kampaniach włoskich. Radykał republikanin, nieufny wobec Napoleona Bonaparte, zwalczał J.H. Dąbrowskiego, jako twórcę i dowódcę Legionów Polskich. W 1799 generał brygady z awansu francuskiego.
W 1806 został mianowany dowódcą 2 Legii Północnej, złożonej w większości z Polaków, dezerterów z armii pruskiej. Po jej rozwiązaniu (marzec 1807), odbył kampanię pruską na Pomorzu. Miał zastąpić chorego J. H. Dąbrowskiego w dowodzeniu dywizją piechoty podczas walk o Gdańsk, jednak zastępstwo po jednym dniu mu odebrano. Później walczył przeciwko oddziałom rtm. von Schillego, służył też pod dowództwem gen. Zajączka.
Mimo formalnej nominacji generalskiej nie podjął służby w nowo powstałym wojsku Księstwa Warszawskiego. Na początku 1809 przebywał w swoich dobrach, na terenie zaboru rosyjskiego. Kampanię 1809 roku odbył u boku armii francuskiej. Następnie ponownie udał się na Litwę i tam zajął się działalnością wywiadowczą. Aresztowany przez Rosjan na przełomie marca i kwietnia 1812, zwolniony został dopiero w 1814 lub 1815 roku. Wskutek tego, mimo kilku źródeł, nie mógł wziąć udziału w kampanii 1812 roku. Po uwolnieniu przebywał we Francji. Wszczął działania w celu odzyskania skonfiskowanych przez carat dóbr na Litwie i w trakcie nich zmarł w Petersburgu. Pochowany w Smoleńsku
W XVIII wieku był członkiem loży wolnomularskiej Świątynia Izis.
Według niektórych opinii nazwisko generała Wołodkiewicza (franc. Henri) jest umieszczone na Łuku Triumfalnym w Paryżu. W rzeczywistości chodzi o francuskiego pułkownika o nazwisku Claude François Henry, poległego 1812 roku w Hiszpanii podczas oblężenia Walencji.

## Odznaczenia
- Order Świętego Stanisława[3]
- odmówił przyjęcia nominacji na Komendanta Legii Honorowej[4]